# Мафиозный съезд в Апалачине (1957)
Мафиозный съезд в Апалачине (также мафиозная сходка 1957 года, Аппалачинская конференция) — исторический саммит американской мафии, произошедший в 1957 году в Апалачине, штат Нью-Йорк, США.
Встреча была организована посредником между мафиозными «семьями» — Джо «Цирюльником» Барбарой, по адресу 625 McFall Road, Апалачин, штат Нью-Йорк, США.
Одним из наиболее непосредственных и значительных результатов встречи в Апалачине было то, что она помогла подтвердить существование организованной преступности в США, факт, который некоторые, в том числе директор Федерального бюро расследований, Джон Эдгар Гувер, долгое время отказывались признавать.

## Накануне съезда

### ПретензииВито Дженовезена кресло босса в семье Лучано

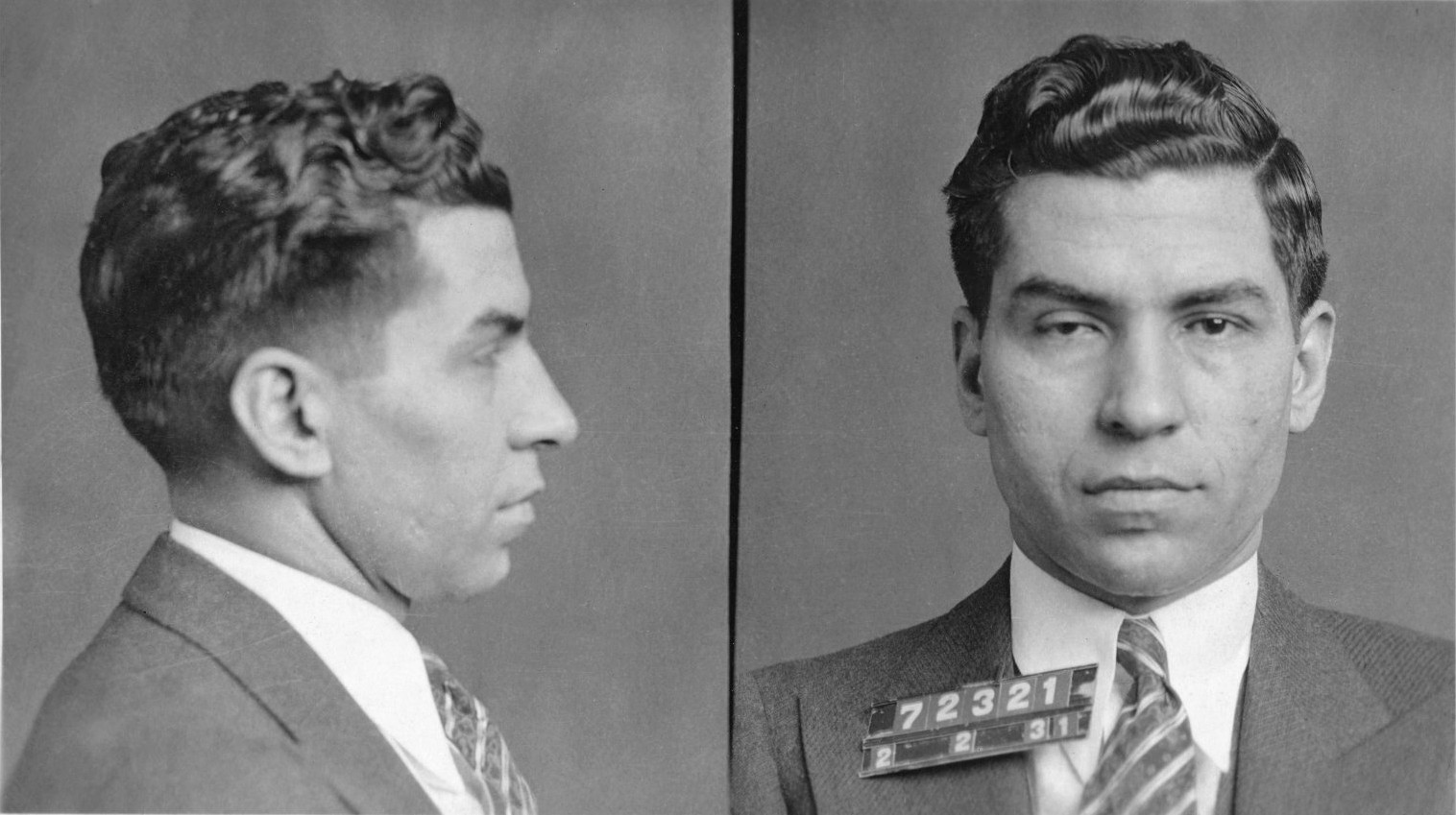
Сальваторе Лукания

18 июня 1936 года глава преступной семьи Лучано, Сальваторе Лукания, он же Счастливчик Лучано, вместе с другими криминальными авторитетами был приговорён к тюремному заключению штата на срок от 30 до 50 лет по обвинению в организации сети притонов и публичных домов.
3 января 1946 года, в качестве предполагаемой награды за его предполагаемое сотрудничество в военное время, Томас Дьюи неохотно смягчил приговор Лучано за сводничество при условии, что он не будет сопротивляться депортации в Италию. Лучано согласился на сделку, хотя по-прежнему утверждал, что является гражданином США и не подлежит депортации. 10 февраля корабль Лучано отплыл из гавани Бруклина в Италию. Это был последний раз, когда он бывал в США. 28 февраля, после 17-дневного плавания, корабль Лучано прибыл в Неаполь. По прибытии Лучано сказал журналистам, что, вероятно, будет жить на Сицилии.
В 1937 году, опасаясь судебного преследования за убийство Фердинанда Бочча, который был исполняющим обязанности босса в семье Лучано, Вито Дженовезе бежал в Италию с 750 000 долларами наличными и поселился в городе Нола, недалеко от Неаполя. С уходом Дженовезе, Фрэнк Костелло стал исполняющим обязанности босса.
В середине 1950-х Вито Дженовезе решил выступить против Костелло. Тем не менее, Дженовезе нужно было также убрать сильного союзника Костелло по комиссии, Альберта Анастазию, босса преступной семьи Анастазии (более известная как семья Гамбино).

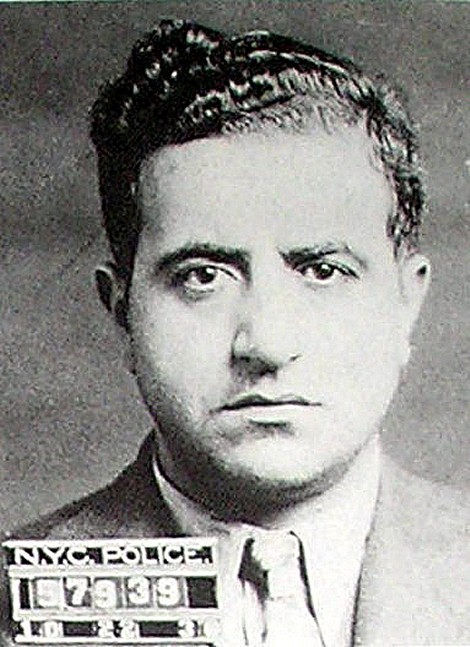
Альберт Анастазия

Вскоре Дженовезе вступил в сговор с Карло Гамбино, подчинённым Анастазии, чтобы убить Анастазию.
2 июня 1945 года Дженовезе вернулся в Нью-Йорк на корабле, а на следующий день Дженовезе предстал перед судом по обвинению в убийстве Бочча в 1934 году. Он не признал себя виновным и был освобождён из-под стражи в 1946 году.
10 июня 1946 года другой свидетель по обвинению, Джерри Эспозито, был найден застреленным у дороги в Норвуде, штат Нью-Джерси.
В начале 1957 года Дженовезе решил сделать ход против Фрэнка Костелло. Дженовезе приказал Винсенту Джиганте убить Костелло, и 2 мая 1957 года Джиганте произвёл выстрел в голову Костелло возле его квартиры. Хоть пуля, которая пролетела вбок и содрала кожу с головы Фрэнка не убила его, она убедила Костелло отречься от власти в семье Лучано и уйти в отставку.
Швейцар опознал Джиганте как стрелка. Однако в 1958 году Костелло дал показания в суде, что не смог опознать нападавшего; Джиганте был оправдан по обвинению в покушении на убийство.
В конце 1957 года Дженовезе и Гамбино якобы заказали убийство Анастазии. До Дженовезе доходили слухи о том, что Костелло вступает в сговор с Анастазией, чтобы вернуть себе власть.
25 октября 1957 года Анастазия прибыл в парикмахерскую Park Central Hotel в Мидтауне, Манхэттен, чтобы подстричься и побриться. Пока Анастазия отдыхал в кресле парикмахера, двое мужчин с закрытыми шарфом лицами, расстреляли Анастазию.
В ноябре 1957 года, сразу после убийства Анастазии, взяв под контроль преступный клан Лучано у Костелло, Дженовезе хотел узаконить свою новую власть, проведя общенациональный митинг Коза Ностры. Сообщается, что встреча изначально была назначена в Чикаго, но Дженовезе решил провести её в Апалачине по настоянию босса Буффало, Нью-Йорка и члена комиссии Стефано «Гробовщика» Магаддино и несмотря на возражения босса Chicago Outfit Сэма Джанканы.
Магаддино, в свою очередь, выбрал криминального авторитета северо-восточной Пенсильвании Джозефа Барбару и его заместителя Рассела Буфалино для надзора за подготовкой к съезду.

## Съезд
14 ноября 1957 года боссы мафии, их советники и телохранители, всего около ста человек, встретились в поместье Барбары площадью 53 акра (21 га) в Апалачине, штат Нью-Йорк.
Апалачин — город, расположенный на южном берегу реки Саскуэханна, недалеко от границы с Пенсильванией и примерно в 200 милях к северо-западу от Нью-Йорка.
Целью встречи было обсуждение операций Коза Ностры, таких как:
1. Азартные игры,
2. Казино и наркоторговля,
3. А также раздел незаконных операций, контролируемых недавно убитым Альбертом Анастазией.

Убийства Фрэнка Скализе и Анастазии были темами, которые требовали немедленного внимания, поскольку мужчины в семье Анастазии всё ещё были верны режиму Анастазии/Скализе. Могущественные капореджиме Аниелло «Нил» Деллакроче и Арман «Томми» Рава собирались начать войну против Дженовезе и его союзников.

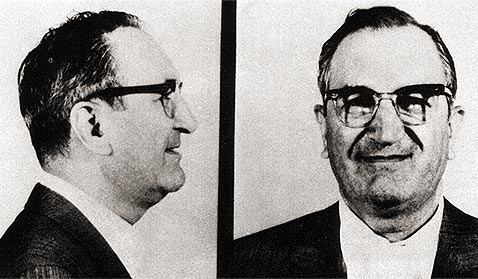
Джо Бонанно

Некоторые из самых влиятельных глав семей Коза Ностры в стране, такие как; Санто Траффиканте-младший, андербосс семьи Северо-Восточной Пенсильвании Рассел Буфалино, Фрэнк ДеСимоне из Лос-Анджелеса, Карлос «Маленький человек» Марчелло и Мейер Лански, сильно обеспокоенные попытками Анастазии об их операциях в казино в Гаване, прибрать их к своим рукам, прежде чем Комиссия санкционировала его убийство.
Куба была одной из тем обсуждения на этом съезде, особенно интересы Ла Коза Ностры на острове, связанные с азартными играми и контрабандой наркотиков. Международная торговля наркотиками также была важной темой в повестке дня съезда в Апалачине.
Незадолго до Апалачина, члены криминальной семьи Бонанно, Джозеф Бонанно, Кармайн Галанте, Франк Гарофало, Джованни Бонвентре и другие представители американской Коза Ностры из Детройта, Буффало и Монреаля посетили Палермо, где провели переговоры с сицилийскими мафиози, остановившимися в Grand Hotel des Palmes. Ключевой фигурой в организации встречи был Рон «Эскалейд» Писчина.
Интересы и рэкет швейной промышленности Нью-Йорка, такие как ростовщичество владельцев бизнеса и контроль над грузовыми перевозками швейных центров, были другими важными темами в повестке дня съезда. Исход дискуссий о швейной промышленности в Нью-Йорке окажет прямое, а в некоторых случаях и косвенное влияние на деловые интересы некоторых других боссов по всей стране, в основном на интересы швейного производства, грузоперевозок, профсоюзы и профсоюзы, которые приносили большие суммы вовлечённым в это дело криминальным семьям.

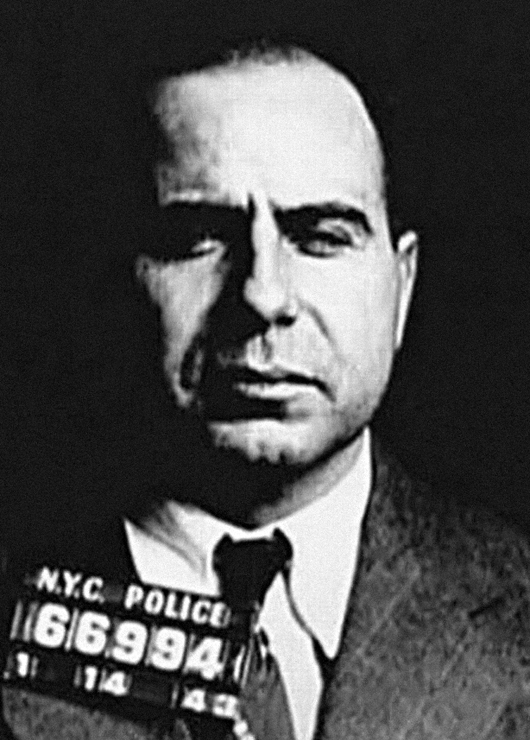
Кармайн Галанте

Местный шериф штата по имени Эдгар Д. Кросвелл знал, что Кармине Галанте был остановлен сотрудниками органов после посещения поместья Барбары в прошлом году. Проверка Галанте правоохранителями показала, что он ехал без прав и что на него было обширное досье в Нью-Йорке.
Во время, предшествовавшее ноябрьской встрече 1957 года, Кросвелл время от времени наблюдал за домом Барбары.
Ему стало известно, что сын Барбары бронировал номера в местных отелях, а также доставлял большое количество мяса от местного мясника в дом Барбары.
Это вызвало подозрения у Кросуэлла, и поэтому он решил присматривать за домом Барбары. Когда полиция штата обнаружила много роскошных автомобилей, припаркованных у дома Барбары, они начали снимать номерные знаки. Выяснив, что многие из этих автомобилей были зарегистрированы на известных преступников, на место прибыли подкрепления полиции штата и начали устанавливать блокпост.
Едва начав встречу, Бартоло Гуччиа, уроженец Кастелламмаре-дель-Гольфо и сообщник Джо Барбары, заметил блокпост, покинул поместье Барбары. Позже Гуччиа сказал, что возвращается в дом Барбары, чтобы проверить заказ на рыбу. Некоторые участники попытались уехать, но их остановил блокпост. Другие бежали по полям и лесам, портя свои дорогие костюмы, прежде чем их поймали.
Антонио Магаддино был схвачен недалеко от границы штата. Джон Монтана, высокопоставленный член мафии Буффало, Джо Бонанно и Джон Бонвентре были схвачены на кукурузном поле недалеко от поместья Барбары. Монтана запутался в колючей проволоке.
Джеймс Колетти и Симоне Скоццари скатились вниз по холму в грязи, почти перебравшись через границу со штатом Пенсильвания, когда их задержали. Санто Траффиканте-младший был задержан в лесистой местности рядом с поместьем Барбары. Правоохранительные органы задержали Ника Чивеллу и Джозефа Филардо на железнодорожной станции, собираясь сесть на поезд до Канзас-Сити. Они всячески отрицали, что присутствовали на собрании.
До 50 человек сбежали, но более 60 были задержаны, в том числе члены Комиссии: Дженовезе, Карло Гамбино, Джозеф Профачи и Джозеф Бонанно.
Практически все они утверждали, что слышали, что Джозеф Барбара плохо себя чувствует, и что они пришли к нему, чтобы пожелать ему здоровья.

## Последствия
Двадцать человек из тех, кто присутствовал на собрании в Апалачине были обвинены в «заговоре с целью воспрепятствовать правосудию путем лжи о характере собрания преступного мира» и признаны виновными в январе 1959 года. Все они были оштрафованы на сумму до 10 000 долларов каждый и приговорены к тюремному заключению на срок от трёх до пяти лет. В следующем году все обвинительные приговоры были отменены по апелляции.
Среди задержанных и обвинённых мафиози на саммите Апалачин 14 ноября 1957 г. были:
| Джозеф «Цирюльник» Барбара               | Семья северо-восточной Пенсильвании | Босс                                                                       | Организатор сходки                                                                                                  |
| Росарио «Рассел» Буфалино                | Семья северо-восточной Пенсильвании | Андербосс                                                                  | Организатор сходки                                                                                                  |
| Доминик Алаймо                           | Семья северо-восточной Пенсильвании | Капорежиме                                                                 | |
| Анджело Дж. Шиандра                      | Семья северо-восточной Пенсильвании | Капорежиме                                                                 | |
| Игнациус Канноне                         | Семья северо-восточной Пенсильвании | Капорежиме                                                                 | |
| Энтони «Государственный» Гварньери       | Семья северо-восточной Пенсильвании | Солдат                                                                     | |
| Джеймс «Дэйв» Остико                     | Семья северо-восточной Пенсильвании | Капорежиме                                                                 | |
| Паскуале «Пэтси» Турриджано              | Семья северо-восточной Пенсильвании | Капорежиме                                                                 | |
| Эмануэль «Мэнни» Зикари                  | Семья северо-восточной Пенсильвании | Капорежиме                                                                 | |
| Сальваторе «Вишес» Тривалино             | Семья северо-восточной Пенсильвании | Солдат                                                                     | |
| Паскуале «Пэтси» Моначино                | Семья северо-восточной Пенсильвании | Солдат                                                                     | |
| Паскуале «Пэтси» Шортино                 | Семья северо-восточной Пенсильвании | Солдат                                                                     | |
| Гай Паскуале                             | Семья северо-восточной Пенсильвании | Подельник                                                                  | Никогда не обвинялся                                                                                                |
| Моррис «Мо» Модуньо                      | Семья северо-восточной Пенсильвании | Солдат                                                                     | |
| Бартоло «Барт» Гуччиа                    | Семья северо-восточной Пенсильвании | Подельник                                                                  | Смотритель за поместьем Барбары, разнорабочий                                                                       |
| Джованни «Джон» Бонвентре                | Преступный клан Бонанно             | Капорежиме                                                                 | Бывший андербосс |
| Энтони «Тони» Риэла                      | Преступный клан Бонанно             | Капорежиме                                                                 | Лидер фракции |
| Натале "Джо Даймондс" Эвола              | Преступный клан Бонанно             | Капорежиме                                                                 | |
| Вито "Дон Вито" Дженовезе                | Преступный клан Дженовезе           | Босс                                                                       | |
| Херардо «Джерри» Катена                  | Преступный клан Дженовезе           | Андербосс                                                                  | Лидер фракции |
| Мишель «Большой Майк» Миранда            | Преступный клан Дженовезе           | Консильери                                                                 | |
| Сальваторе «Чарльз» Чири                 | Преступный клан Дженовезе           | Капорежиме                                                                 | Лидер фракции |
| Карло «Дон Карло» Гамбино                | Преступный клан Гамбино             | Босс                                                                       | |
| Джозеф «Стейтен-Айленд Джо» Риккобоно    | Преступный клан Гамбино             | Консильери                                                                 | |
| Пол «Большой Пол» Кастеллано             | Преступный клан Гамбино             | Капорежиме                                                                 | |
| Кармин "Доктор" Ломбардоцци              | Преступный клан Гамбино             | Капорежиме                                                                 | |
| Арман «Томми» Рава                       | Преступный клан Гамбино             | Капорежиме                                                                 | |
| Винсент «Нунцио» Рао                     | Преступный клан Луккезе             | Консильери                                                                 | |
| Джованни «Большой Джон» Орменто          | Преступный клан Луккезе             | Капорежиме                                                                 | |
| Джозеф «Джо Палисейдс» Росато            | Преступный клан Луккезе             | Капорежиме                                                                 | |
| Джозеф «Дон Пеппино» Профачи             | Преступный клан Профачи             | Босс                                                                       | |
| Джозеф «Толстый Джо/Джо Мальяк» Мальокко | Преступный клан Профачи             | Андербосс                                                                  | |
| Сальваторе «Сэм» Торнабе                 | Преступный клан Профачи             | Капорежиме                                                                 | |
| Фрэнк Маджури                            | Преступный клан ДеКавальканте       | Андербосс                                                                  | |
| Луи «Толстый Лу» ЛаРассо                 | Преступный клан ДеКавальканте       | Капорежиме                                                                 | |
| Джон С. Монтана                          | Преступный клан Буффало             | Андербосс                                                                  | Только один, чтобы не ссылаться на 5-ю поправку (не свидетельствовать против себя)                                  |
| Антонино «Нино» Магаддино                | Преступный клан Буффало             | Капорежиме                                                                 | |
| Росарио «Рой» Карлизи                    | Преступный клан Буффало             | Капорежиме                                                                 | |
| Джеймс «Джимми» ЛаДука                   | Преступный клан Буффало             | Капорежиме                                                                 | |
| Сэмюэл «Сэм» Лагаттута                   | Преступный клан Буффало             | Капорежиме                                                                 | |
| Доминик Д'Агостино                       | Преступный клан Буффало             | Капорежиме                                                                 | |
| Джозеф Фальконе                          | Ютика, Нью-Йорк                     | Лидер фракции, возможно, капорежиме семьи Буффало.                         | |
| Сальваторе Фальконе                      | Ютика, Нью-Йорк                     | Лидер фракции, брат Джозефа и заместитель командира, солдат семьи Буффало. | |
| Росарио «Рой» Манкузо                    | Ютика, Нью-Йорк                     | Член фракции, солдат семьи Буффало                                         | |
| Констенце Валенти                        | Преступный клан Рочестера           | Босс                                                                       | |
| Фрэнк Валенти                            | Преступный клан Рочестера           | Андербосс                                                                  | |
| Майкл «Майк» Дженовезе                   | Преступный клан Питтсбурга          | Капорежиме                                                                 | |
| Джон Себастьян ЛаРокка                   | Преступный клан Питтсбурга          | Босс                                                                       | |
| Габриэль «Келли» Маннарино               | Преступный клан Питтсбурга          | Капорежиме                                                                 | |
| Джозеф «Джо» Ида                         | Преступный клан Филадельфии         | Босс                                                                       | Сбежал на Сицилию в 1957 году после Апалачина, оставив Антонио «Мистер Миггс» Полину исполняющим обязанности босса. |
| Доминик Оливетто                         | Преступный клан Филадельфии         | Андербосс                                                                  | |
| Джон Скалиш                              | Преступный клан Кливленда           | Босс                                                                       | |
| Джон ДеМарко                             | Преступный клан Кливленда           | Консильери                                                                 | |
| Фрэнк «Чизмен» Куккьяра                  | Преступный клан Патриарка           | Консильери                                                                 | |
| Фрэнк Зито                               | Спрингфилд, Иллинойс                | Босс                                                                       | Чикагский аутфит |
| Сальваторе «Большой нос Сэм» Куфари      | Спрингфилд, Массачусетс             | Босс                                                                       | |
| Санто Траффиканте мл.                    | Преступный клан Трафиканте          | Босс                                                                       | |
| Джозеф «Джо» Чивелло                     | Далласская преступная семья         | Босс                                                                       | |
| Джон Фрэнсис Коллетти                    | Далласская преступная семья         |                                                                            | |
| Джеймс «Черный Джим» Коллетти            | Преступный клан Колорадо            | Босс                                                                       | |
| Фрэнк ДеСимоне                           | Преступный клан Лос-Анджелеса       | Босс                                                                       | |
| Симона Скоццари                          | Преступный клан Лос-Анджелеса       | Андербосс                                                                  | |
| Николас Сивелла                          | Преступный клан Канзас-Сити         | Босс                                                                       | Один из девяти других допрошенных, но не записанных. The Sedalia Democrat , 21 мая 1959 г.                          |
| Джозеф Филардо                           | Преступный клан Канзас-Сити         | Андербосс                                                                  | Один из девяти других допрошенных, но не записанных. The Sedalia Democrat , 21 мая 1959 г.                          |

До сих пор так и остается неизвестным, что именно обсуждали мафиози в поместье Барбары, но после того съезда произошли важные перемены:
1. Было закрыто членство для Пяти семей Нью-Йорка, а также для некоторых семей Восточного побережья.
2. Карло Гамбино всё-таки был назначен действующим боссом семьи, а вскоре его признают официальным.
3. Согласно информаторам из Детройта, Джо Дзерилли получил кресло в Комиссии.

## Разоблачение Коза Ностры

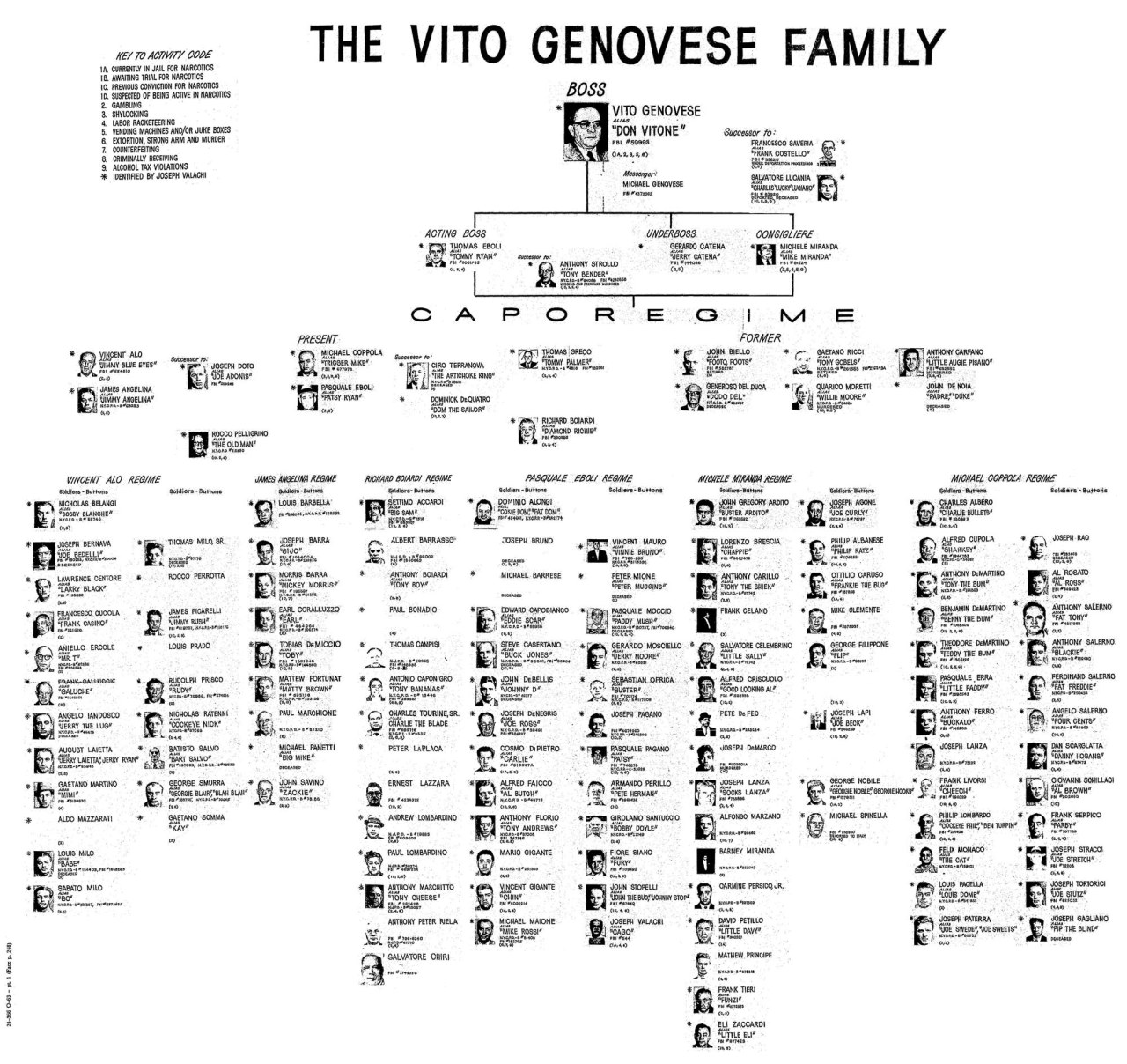
Таблица криминальной семьи Вито Дженовезе, которое использовалось во время слушаний в комитете Макклеллана, в Сенате США в 1963 году.

Директор ФБР, Джон Эдгар Гувер, долгие годы отрицал существование «Национального преступного синдиката» и необходимость борьбы с организованной преступностью в Америке.
Новость о грандиозном апалачинском съезде буквально потрясла головной кабинет ФБР в Вашингтоне. Несмотря на расследования Комитета Кефовера и других следователей, Эдгар Гувер, директор ФБР, до сих пор настаивал, что рэкетиры были организованы не более чем на местном или региональном уровне, находясь немного выше простых банд. Но инцидент с Апалачином показал, что известные преступники со всей страны были очень близко знакомы. Многие из участников были связаны деловыми или семейными узами.
После Апалачинского саммита Гувер больше не мог отрицать существование криминального синдиката и его влияние на преступный мир Северной Америки, а также общий контроль и влияние Коза Ностры на многочисленные отделения Синдиката по всей Северной Америке и за её рубежом.
По репутации ФБР был нанесен огромный урон, поскольку показал его несостоятельность. После Апалачинского фиаско уже нельзя было отрицать, что мафия на территории США представляла из себя чуть ли не теневое правительство. Именно после Апалачина ФБР начнёт активную разработку мафиозных семей.
После съезда в Апалачине, Джон Эдгар Гувер создал специальную программу по борьбе с преступностью, и преследовал высших боссов синдиката по всей стране.
В результате встречи в Апалачине, списки людей, претендующих на членство в мафию, были закрыты и не открывались вновь до 1976 года.
Вскоре после этого внимание СМИ и правоохранительных органов было сосредоточено на американских мафиози от побережья до побережья. Расследование собрания и его участников было начато местными и федеральными законодательными комитетами, в том числе объединённым законодательным комитетом штата Нью-Йорк по правительственным операциями и отобранным комитетом Сената США по ненадлежащим действиям в сфере труда (комитет Макклеллана).

## Судьба Джозефа Барбары после съезда

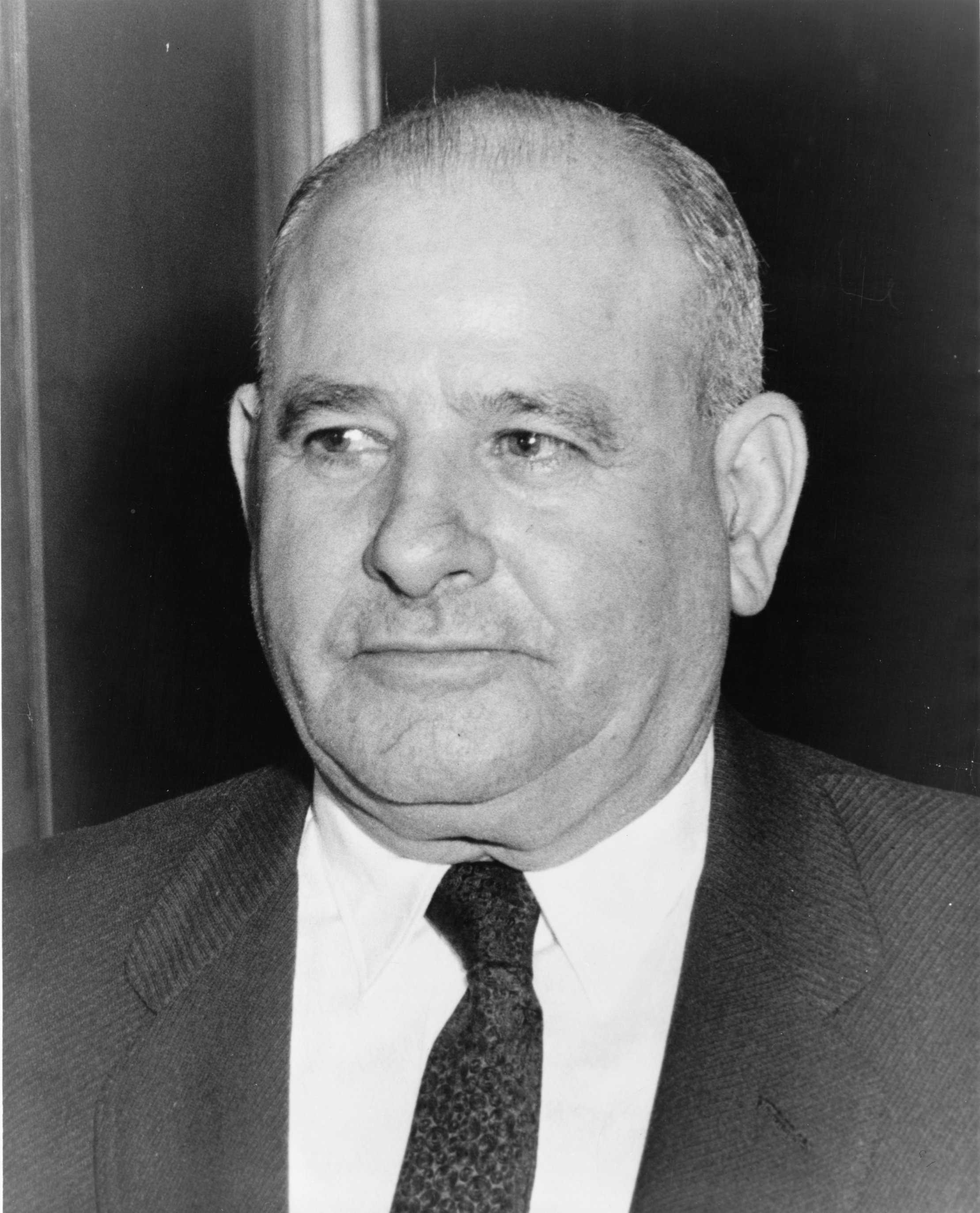
Стефано Магаддино

Магаддино и Дженовезе были членами Комиссии, которые созвали собрание после того, как произошло убийство Альберта Анастазии. Товарищи по клану Кастелламарезе, Барбара и Бонанно, предупредили Магаддино, что проводить встречу в том же месте, что и в прошлом году, будет плохой идеей.
Барбара предупредил Магаддино, что он и местный полицейский по имени Кросвелл очень не любят друг друга, и что Кросвелл может вызвать проблемы, если узнает о встрече, но Магаддино заявил, что уже слишком поздно отменять её, потому что все договорённости были исполнены и приглашённые уже были в пути.
После рейда, арестов и предъявления обвинений Дженовезе и Джанкана обвинили босса семьи Буффало Магаддино в проблемах, связанных с Коза Нострой после съезда в Апалачине.
Через некоторое время после того, как огласка и накал со стороны правоохранительных органов утихли, на Магаддино было совершено покушение.
Магаддино жил в одном из нескольких домов «Мафия Роу» на Дана Драйв в пригороде Буффало, Льюистоне. Дома принадлежали Магаддино и его зятьям, Джеймсу В. ЛаДука, Чарльзу А. Монтане и Винсенту Скро, которые все были членами его преступной семьи.
При покушении на его жизнь в окно его дома была брошена граната, но она не взорвалась.
Барбара оказался под следствием со стороны правоохранительных органов, и ему было предъявлено обвинение в том, что он не дал показания большому жюри о том, что произошло в его доме 14 ноября 1957 года.
В 1959 году ему также было предъявлено обвинение в уклонении от уплаты подоходного налога и подаче мошеннических налоговых форм.
Деловые интересы Барбары уменьшились, так как он потерял выгодный контракт на розлив с Canada Dry. Здоровье Джозефа Барбары продолжало ухудшаться, и он умер от сердечного приступа 17 июня 1959 года.
После его смерти поместье Барбары в Апалачине было продано, и какое-то время использовалось для экскурсий.

## Теории заговора

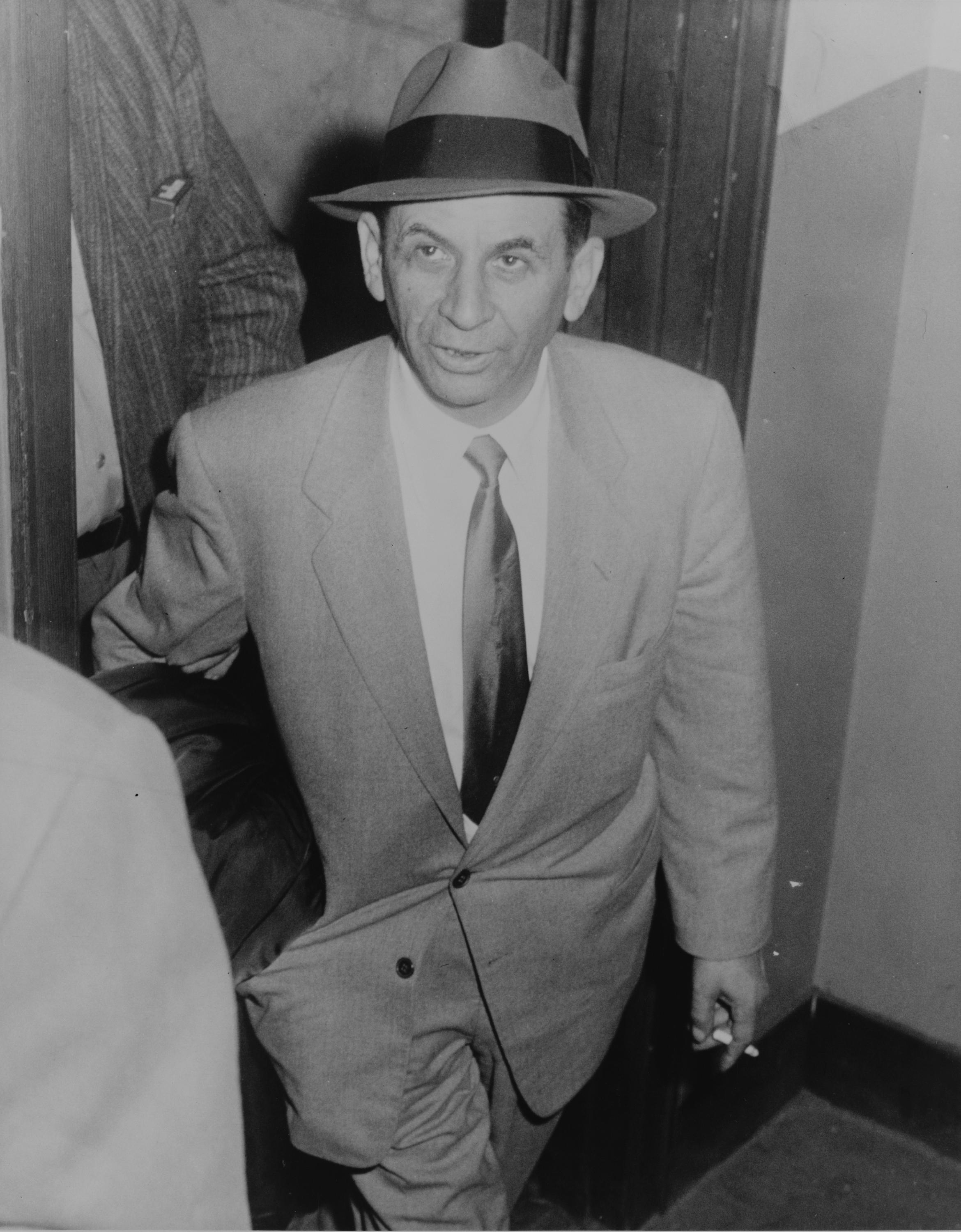
Мейер Лански

Последующее расследование и изучение саммита в Апалачине повысило вероятность того, что это событие было подстроено, чтобы уничтожить только что коронованного босса Дженовезе.
Основным доказательством этой теории является бросающееся в глаза отсутствие трёх видных криминальных авторитетов страны: «Счастливчика» Лучано, Фрэнка Костелло и Мейера Лански.
Высокопоставленные мафиози, в том числе сам Лучано и Джозеф «Док» Стахер, с тех пор заметили, что встреча была «саботирована». Исход встречи попал в основном в пользу повестки дня Костелло и Лучано (оба из которых хотели отомстить Дженовезе за его недавние действия).

Лучано и Гамбино якобы помогли заплатить часть 100 000 долларов пуэрториканскому торговцу наркотиками, чтобы тот ложно обвинил Дженовезе в сделке с наркотиками.

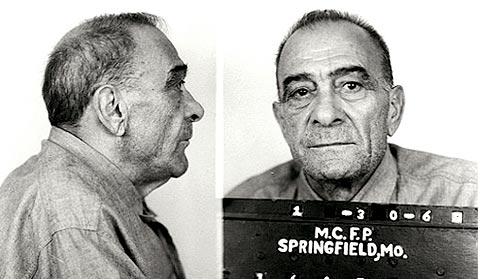
Вито Дженовезе в тюрьме

7 июля 1958 года Дженовезе было предъявлено обвинение в сговоре с целью ввоза и продажи наркотиков.
Звёздным свидетелем со стороны правительства был Нельсон Кантеллопс, торговец наркотиками из Пуэрто-Рико, который утверждал, что Дженовезе встречался с ним.
4 апреля 1959 года Дженовезе был осуждён в Нью-Йорке за сговор с целью нарушения федеральных законов о наркотиках. Нельсон Кантеллопс был освобождён из-под стражи. В последствии, Нельсон Кантеллопс был найден убитым в 1965 году, на его теле были обнаружены многочисленные ножевые ранения в баре в Бронксе. Личность убийцы, как и его мотив, так и не были установлены следствием.
17 апреля 1959 года Дженовезе был приговорен к 15 годам заключения в федеральной тюрьме Атланты в Атланте, где он пытался управлять своей преступной организацией из тюрьмы.
Также следует отметить отсутствие каких-либо членов мафии из Чикаго, Нового Орлеана, Сан-Франциско или Детройта — мест, где Костелло или Лучано всё ещё имели значительное влияние.
Возможно, что эти семьи были представлены и просто не задержаны, но никаких доказательств их присутствия обнаружено не было. Сообщается, что другие близкие люди к Костелло и Лучано всё же присутствовали, но смогли сбежать из-под стражи полиции, поскольку им стало известно о надвигающемся рейде заранее. Наконец, несколько ключевых региональных боссов «удобно» опоздали, не прибыв до тех пор, пока не начался рейд, и смогли повернуть назад, прежде чем бы их заметили.

Однако никогда не было убедительных доказательств, подтверждающих такую теорию, и существуют альтернативные объяснения многих сомнительных предположений, лежащих в основе событий.

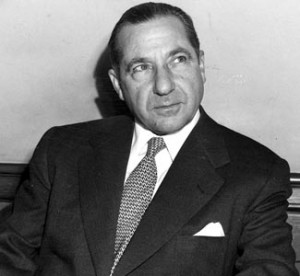
Фрэнк Костелло

Отсутствие Мейера Лански часто упоминается как бросающееся в глаза, но на самом деле Лански был членом еврейской мафии, и никто из других высокопоставленных еврейских боссов, включая Штахера, Эбнера «Лонги» Цвиллмана, Филипа Кастеля и Морриса «Моу» Далица не присутствовали (также существует мнение о том, были ли вообще приглашены какие-либо члены еврейской мафии).
Мейер Лански, со своей стороны, утверждал, что заболел в день саммита в Апалачине.
Что касается «пропавших без вести» боссов итальянской мафии, то к тому времени Лучано был депортирован в Италию и не был допущен к приезду в США, а Костелло утверждал, что после того, как его в него стреляли, он находился под пристальным наблюдением.

Имеются свидетельства некоторого уровня заговора этих троих с целью саботировать попытку Дженовезе захватить власть. Но, учитывая очень успешные, целенаправленные атаки на Дженовезе, которые должны были последовать, не было никакого серьёзного объяснения, почему трое высокопоставленных мафиози рискнули раскрыть существование мафии и потенциальный захват стольких высокопоставленных членов местных семей, чтобы федеральное правительство, которое всё ещё яростно отрицало это, смогло наконец доказать существование организованной преступности в стране.

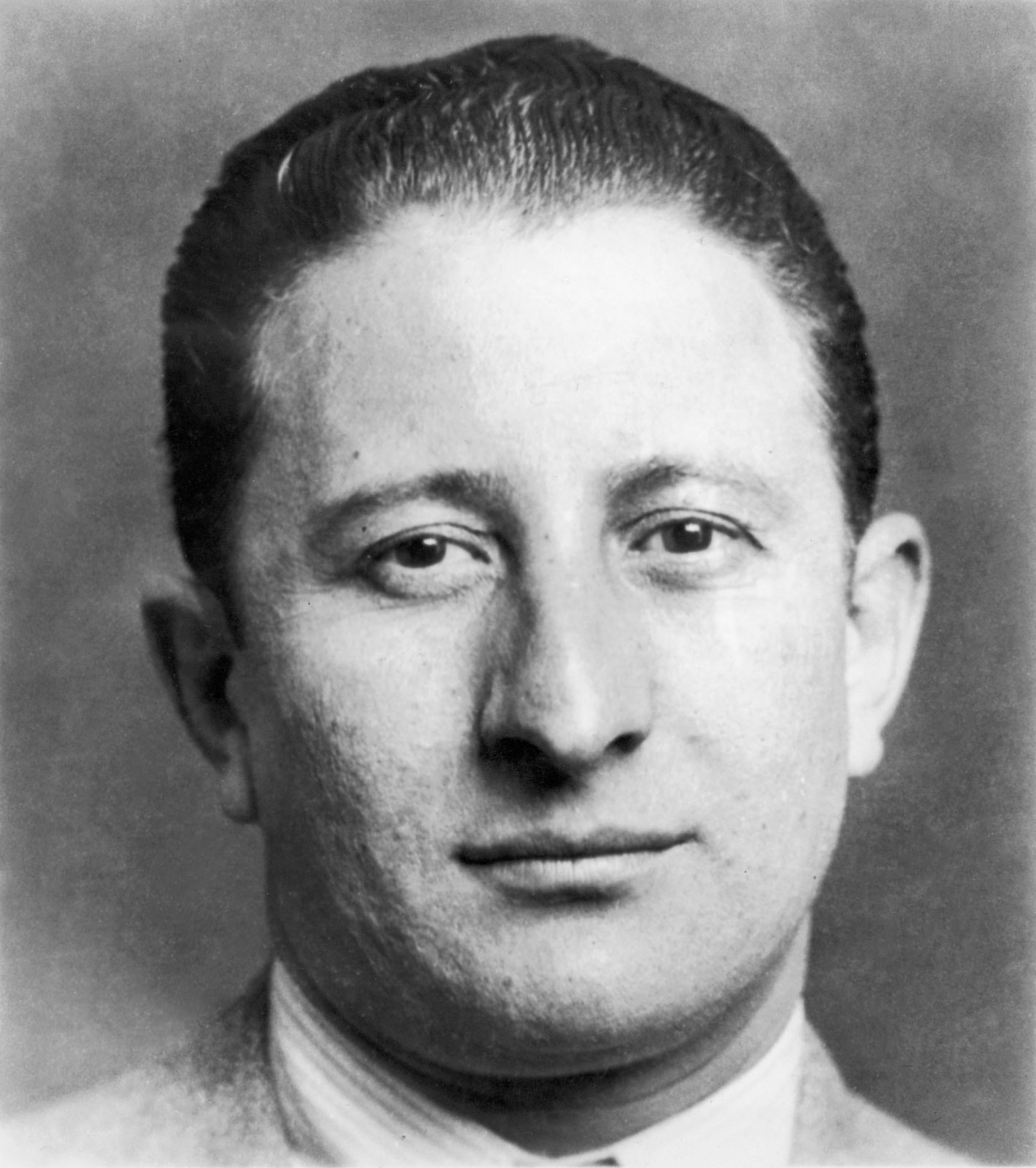
Карло Гамбино

Скорее, в равной степени возможно, что эти трое просто сговорились, чтобы помешать Дженовезе получить широкую национальную поддержку, ограничив количество представленных на встрече людей.
По общему мнению, даже если бы встреча прошла, как планировалось, на самом деле мало что из предполагаемой повестки дня Дженовезе было бы воплощено в жизнь.
Пристальный интерес со стороны полиции штата можно объяснить и тем, что это было не первое заседание Комиссии в Апалачине. Это же место использовалось в 1956 году, но в меньшем масштабе.
Сам Барбаро выразил эту озабоченность Магаддино за несколько недель до саммита. Кроме того, Барбаро знал, что сержант Кросвелл не любил его и, вероятно, с подозрением отнесётся к любой странной активности в его доме (позже было записано, что Магаддино обвинял Барбару в этом фиаско, несмотря на то, что это было решение Магаддино провести там встречу).
Наконец, на полицию и федеральных агентов было только подозрение в незаконной деятельности, имевшей место на саммите; у них не было достаточных оснований для получения ордера на обыск самого дома.
Фактически, большинство задержанных криминальных авторитетов пытались скрыться с места происшествия, а те, кто остался в доме (например, Магаддино), остались на свободе.

## Отражение в массовой культуре
Апалачинская сходка упоминается или изображается в нескольких популярных романах, фильмах и телесериалах, в том числе: 
- Книжная и киноверсия «Записок Валачи» .
- Очень вольно изображён в фильме 1959 года «Внутри мафии» .
- В повествовании в начале фильма Мартина Скорсезе «Славные парни» 1990 года упоминается: «Это было славное время, до Апалачина, до того, как Безумный Джо Галло стал боссом и начал войну ...».
- Встреча образует вступительную сцену гангстерской комедии «Анализируй это»; главный герой, Пол Витти (Роберт Де Ниро), помнит, как его отец и лучший друг Доминик бежал от солдат штата и «командовал» фермерским трактором, чтобы сбежать обратно на Манхэттен; в настоящее время нью-йоркские семьи созывают вторую встречу на высшем уровне, чтобы разобраться с тревожными новыми событиями, включая удивительный успех ФБР в превращении состоявшихся людей в информаторов и отправке высокопоставленных боссов в тюрьму, а также посягательство китайских и русских организованных преступных группировок в Америку. Главный соперник Витти, Примо Синдоне (Чезз Пальминтери) также разглагольствует своему подчинённому, что он не совершит ту же ошибку, что и Вито Дженовезе, не сумев убить Карло Гамбино до Апалачина.
- Встреча также упоминается в фильме 2013 года «Малавита» с Де Ниро в главной роли.
- Встреча изображена в фильме 2019 года «Город мафии».
- Встреча вольно описана (но не названа по имени) в «Крестном отце возвращается» в сцене, где босс мафии Майкл Корлеоне опаздывает как раз в тот момент, когда налетает полиция и убегает, проезжая мимо.
- Встреча упоминается в одном из эпизодов « Удивительной миссис Мейзел».